# مکزیکو، شهرستان جونیاتا، پنسیلوانیا
مکزیکو، شهرستان جونیاتا (به انگلیسی: Mexico) یک منطقهٔ مسکونی در ایالات متحده آمریکا است که در شهرستان جونیاتا، پنسیلوانیا واقع شده‌است. مکزیکو، شهرستان جونیاتا ۱٫۹ کیلومتر مربع مساحت و ۴۷۲ نفر جمعیت دارد و ۱۳۵٫۰۳ متر بالاتر از سطح دریا واقع شده‌است.